# Muhabbetiella tigreroi
Muhabbetiella tigreroi är en tvåvingeart som först beskrevs av Allen L.Norrbom 1994.  Muhabbetiella tigreroi ingår i släktet Muhabbetiella och familjen borrflugor.
Artens utbredningsområde är Ecuador. Inga underarter finns listade i Catalogue of Life.